# Jerzy Janowicz
Jerzy Filip Janowicz (13 de noviembre de 1990 en Łódź, Polonia) es un jugador de tenis polaco. En su carrera no ha conquistado torneos a nivel ATP y su mejor posición en el ranking fue el n.°14 en agosto de 2013. Llegó a la final de Roland Garros y del Abierto de Estados Unidos en la categoría de individual júnior, mientras que en el circuito ATP su mejor resultado es la semifinal de Wimbledon 2013.
En el Masters de París 2012 mientras se encontraba en el puesto n.º 69 del ranking, derrotó en partidos consecutivos a Dmitri Tursúnov y Florent Serra en la fase previa, y luego a Philipp Kohlschreiber (n.º 19), Marin Čilić (n.º 15), Andy Murray (n.º 3), Janko Tipsarević (n.º 9) y Gilles Simon (n.º 20) para alcanzar la final de su primer torneo Masters 1000 disputado, en la cual perdería contra el número 5 del ranking, David Ferrer. Además en esta final sirvió a 242 km/h, su marca personal y el séptimo saque más rápido de la historia desde que existen los registros.
En Wimbledon 2013, consigue llegar hasta las semifinales en donde cae ante el que a la postre sería campeón, el británico Andy Murray por 6-7, 6-4, 6-4 y 6-3. Tras este resultado Janowicz consiguió meterse por primera vez en el Top 20 de la ATP.

## Carrera profesional

### 2012
Janowicz terminó el año 2011 en la posición número 221 del Ranking ATP. En el inicio de 2012 no pudo jugar el Abierto de Australia 2012, debido a la falta de patrocinio y dinero para el viaje. En mayo fue finalista en el Challenger de Wolfsburgo. Más adelante consiguió ganar tres torneos Challenger, prácticamente seguidos: el Challenger de Roma, el Challenger de Scheveningen y el Challenger de Posnania (su marca en Challenger fue muy positiva, registrando 32-9 al final del año). No pudo disputar tampoco el segundo Grand Slam, Roland Garros, tras caer en la tercera ronda de la clasificación. A partir de ahí Janowicz comenzó a deslumbrar el tenis que le ha llevado a estar en el Top 15.
Debutó en un Grand Slam, tras clasificarse por primera vez e ingresar en el cuadro principal de Wimbledon 2012, donde logró grandes resultados: en primera ronda venció al italiano Simone Bolelli (6-3, 3-6, 3-6, 3-6), en la segunda al letón Ernests Gulbis en un gran partido (2-6, 6-4, 3-6, 7-6 y 9-7), perdiendo en tercera ronda ante el alemán, cabeza de serie número 31 Florian Mayer en otro partido muy apretado (7-6, 3-6, 2-6, 6-3 y 7-5) teniendo un gran debut en un Grand Slam. En el Abierto de Estados Unidos 2012, por primera vez ingresó al cuadro principal sin tener que jugar la clasificación, puesto que ya Janowicz se encontraba en el Top 100 . Perdió en primera ronda ante el joven estadounidense y que había recibido una wild-card Dennis Novikov por 6-2, 7-6, 3-6 y 6-3.
Pero su momento de gloria y explosión definitiva llegó en noviembre de 2012. Logró clasificarse para el Masters de París 2012, tras superar en dicha clasificación al francés Florent Serra y al ruso Dmitri Tursúnov. El sorteo deparó que debería enfrentarse en primera ronda al alemán Philipp Kohlschreiber (n. º 19) al que no tuvo excesivos problemas en derrotar (6-7, 4-6), en segunda ronda se enfrentó contra el croata Marin Čilić (n. º 15) al que también venció (7-6 y 6-2). Ya en tercera ronda llegó el plato fuerte al tener que enfrentarse al británico Andy Murray (número tres del mundo y pocos meses antes ganador del Campeonato de Wimbledon) pero Jerzy dio la gran campanada y se deshizo del escocés en tres sets (7-5, 6-7 y 2-6), en el que probablemente haya sido su mejor partido y victoria como profesional. En cuartos también se deshizo de otro Top 10 el serbio Janko Tipsarević (3-6, 6-1 y retirada del serbio cuando Janowicz ganaba 4-1 el tercer set). En semifinales doblegó al número 20 del mundo el francés Gilles Simon por un contundente 4-6 y 5-7. Así se plantó en su primera final de un Masters 1000 dando la gran campanada y sorprendiendo a propios y extraños. Fue el primer clasificado en llegar a la final de un ATP World Tour Masters 1000 desde Guillermo Cañas en el Masters de Miami 2007, y el primer clasificado en llegar a la final de París-Bercy desde Radek Štěpánek en 2004, fue también el primer jugador en llegar a una final de un Masters 1000 en su debut en un evento de este tipo desde Harel Levy en el Masters de Toronto de 2000, siendo también el primer jugador en llegar a su primera final ATP World Tour en un torneo ATP World Tour Masters 1000 desde Maksim Mirni en Stuttgart 2001. Ya en dicha final disputada el 4 de noviembre, Janowicz se enfrentó ante el español, cabeza de serie número 4 David Ferrer, frente al que perdió en sets corridos (4-6 y 3-6) quedándose a las puertas de ganar su primer masters 1000, que precisamente fue el de su debut. Otro dato significativo fue que Janowicz en esta final sirvió a 242 km/h, su marca personal y el séptimo saque más rápido de la historia desde que existen los registros. Desde ese momento Janowicz fue declarado como una promesa del tenis para futuros años, y desde luego que no ha defraudado.
Saltó desde el n.º 69 al Top 30 el 5 de noviembre. El último polaco en estar en el Top 30 fue Wojtek Fibak, n.º 29 el 20 de febrero de 1984. Jerzy acabó el año de su confirmación ubicado en el puesto número 26 del ranking.

#### Torneos disputados
| N.º | Fecha                 | Torneo                        | Categoría | Superficie    | Ind/Out | Ronda |
| 1.  | 23 de abril de 2012   | Barcelona                     | ATP 500   | Tierra batida | Outdoor | Q2    |
| 2.  | 27 de mayo de 2012    | Roland Garros                 | GS        | Tierra batida | Outdoor | Q3    |
| 3.  | 25 de junio de 2012   | Wimbledon                     | GS        | Hierba        | Outdoor | R32   |
| 4.  | 12 de agosto de 2012  | Cincinnati                    | M1000     | Dura          | Outdoor | Q2    |
| 5.  | 19 de agosto de 2012  | Winston Salem                 | ATP 250   | Dura          | Outdoor | Q3    |
| 6.  | 27 de agosto de 2012  | Abierto de los Estados Unidos | GS        | Dura          | Outdoor | R132  |
| 7.  | 15 de octubre de 2012 | Moscú                         | ATP 250   | Dura          | Indoor  | CF    |
| 8.  | 29 de octubre de 2012 | París                         | M1000     | Dura          | Indoor  | F     |

### 2013
Janowicz comenzó su temporada en el Heineken Open en Auckland, Nueva Zelanda, donde fue el quinto cabeza de serie, sin embargo, fue eliminado en su primer partido por el estadounidense Brian Baker. Luego compitió por primera vez en el cuadro principal del Abierto de Australia, donde fue la semilla 24, la primera vez en su carrera que era cabeza de serie de un Grand Slam. Ganó sus primeros dos partidos ante el italiano Simone Bolelli en tres sets (5-7, 4-6 y 3-6), y al indio Somdev Devvarman en un partido muy igualado donde tuvo que remontar una desventaja de dos sets (7-6, 6-3, 1-6, 0-6 y 5-7). En su partido de tercera ronda, perdió ante el décimo cabeza de serie, el español Nicolás Almagro, debido al cansancio del partido anterior (7-6, 7-6 y 6-1).
Disputó al primer ATP World Tour 500 del año, el Torneo de Róterdam donde cayó eliminado en primera ronda por el rumano Victor Hănescu por parciales de 6-7(4), 3-6. Su próxima parada fue el Torneo de Marsella, donde llegó a cuartos de final perdiendo ante Tomáš Berdych por 3-6, 7-6(0), 3-6, habiendo eliminado anteriormente a Lukáš Rosol por un fácil 6-2 y 6-4 y Julien Benneteau por parciales de 7-6(0), 6-3.

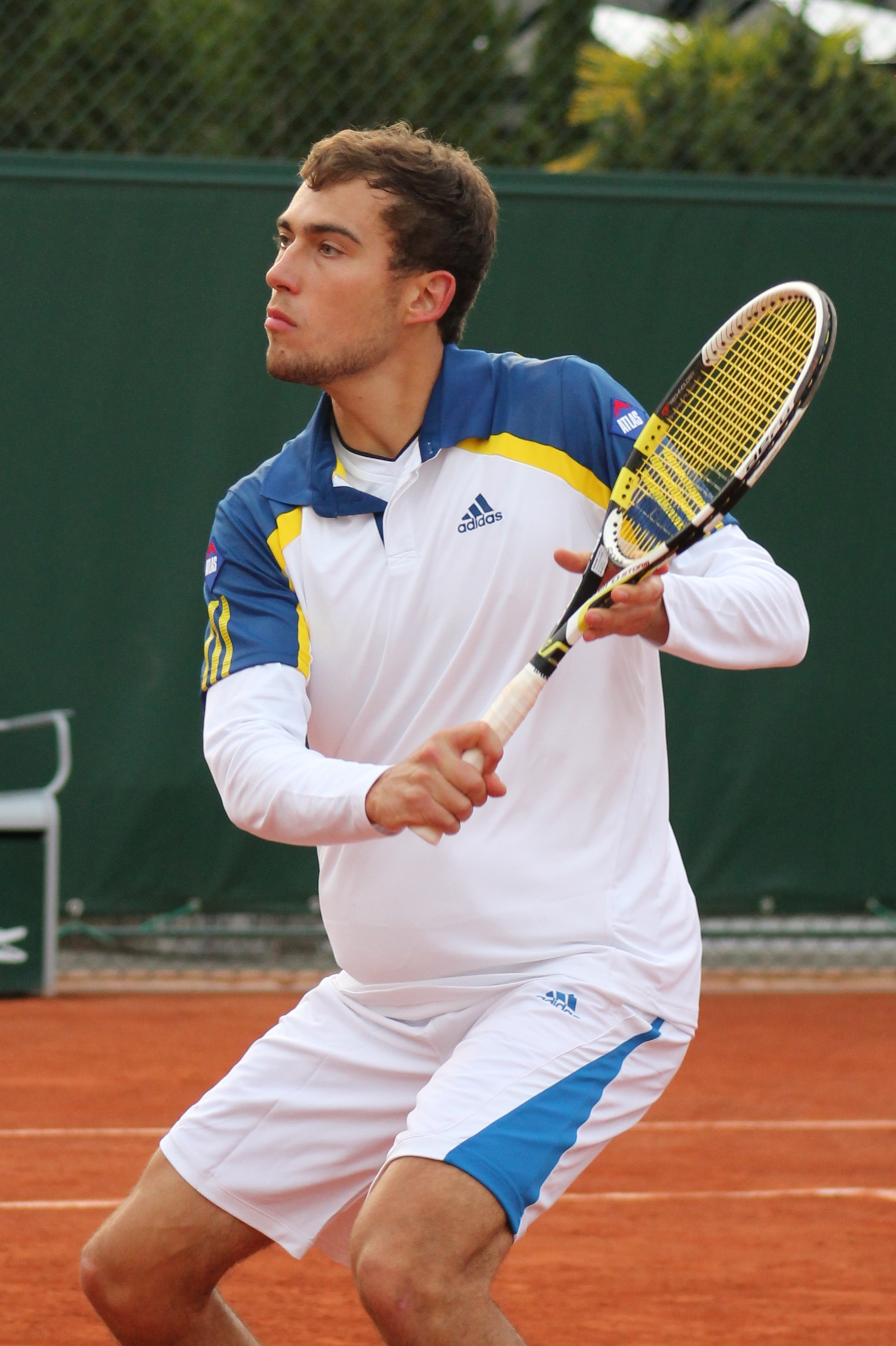
Jerzy Janowicz en Roland Garros 2013.

Después disputó su primer Masters 1000 después del de Paris-Bercy. Fue el Masters de Indian Wells donde llegaba como el cabeza de serie número 26. En segunda ronda venció al argentino David Nalbandian en un apretado partido (7-6, 4-6 y 6-3), aunque en segunda nada pudo hacer ante el décimo cabeza de serie, el francés Richard Gasquet (1-6, 4-6). Una semana después jugó el Masters de Miami, donde fue el cabeza de serie número 21, pero perdió su primer partido en la segunda ronda ante el brasileño Thomaz Bellucci por un apretado 6-7(5), 6-3, 3-6.
Tras esto, comenzó la temporada de tierra batida en el Masters de Montecarlo, donde volvió a perder su primer partido en la primera ronda ante el sudafricano Kevin Anderson (5-7, 6-7). Posteriormente disputó el Trofeo Conde de Godó, de categoría 500, donde de nuevo volvió a caer en su primer partido frente al español Albert Ramos. Siguió con su temporada de polvo de ladrillo en el Masters de Madrid 2013, donde por fin logró ganar su primer partido ante el estadounidense Sam Querrey en sets corridos (6-3 y 6-4), cayendo posteriormente en segunda ronda ante el eventual finalista Tomáš Berdych en un partido apretado (7-6, 3-6 y 2-6). Hizo un gran Masters de Roma, eliminando en primera ronda a Santiago Giraldo en sets corridos (5-7, 2-6), en segunda al octavo cabeza de serie Jo-Wilfried Tsonga (4-6 y 6-7), en tercera al noveno cabeza de serie Richard Gasquet por 3-6, 7-6 y 6-4, para finalmente caer en cuartos de final ante el número 2 del mundo y número 1 mucho tiempo, el suizo Roger Federer (4-6 y 6-7).

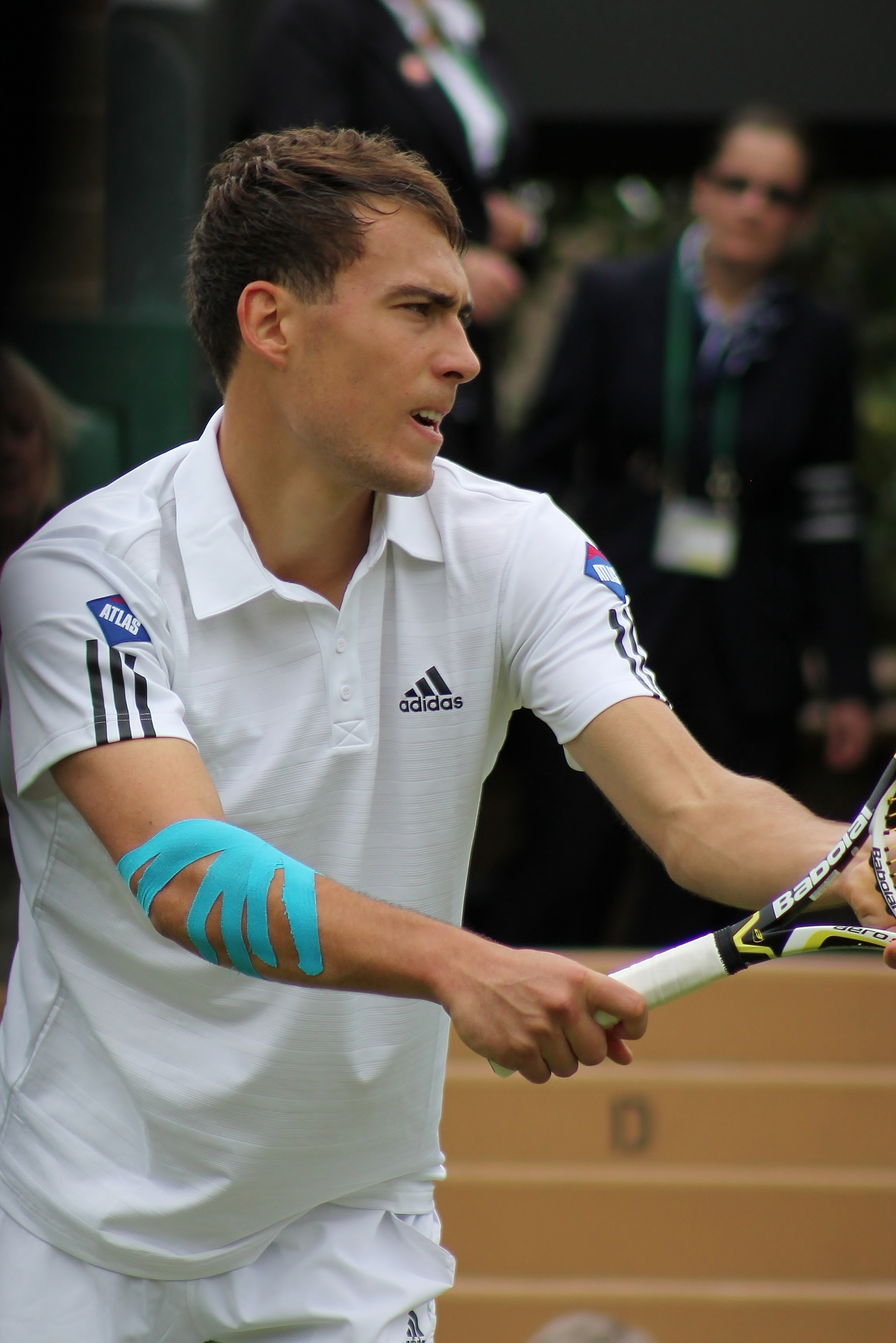
Jerzy Janowicz en Wimbledon 2013, donde consiguió llegar hasta unas históricas semifinales.

Tras toda esta preparación, disputó su primer Roland Garros, ingresando al cuadro principal como el cabeza de serie número 21. En primera ronda se deshizo del español Albert Ramos (6-7, 5-7 y 3-6), en segunda ronda del holandés Robin Haase en cuatro sets (4-6, 6-4, 4-6 y 3-6), y cayendo en tercera ronda ante el noveno cabeza de serie, el suizo Stanislas Wawrinka (6-3, 6-7, 6-3 y 6-3) siendo la única y mejor participación por ahora de Janowicz en Roland Garros.
Su temporada de césped y de preparación de Wimbledon, comenzó en el Torneo de Halle, cayendo sorprendentemente ante un Lucky Loser y jugador de segunda categoría, el bosnio Mirza Bašić. Ya en Wimbledon logró otra alegría para él y para su país tras llegar hasta las semifinales. Partió como el cabeza de serie número 24. Ganó en primera ronda al wild-card Kyle Edmund fácilmente (2-6, 2-6 y 4-6), en segunda ronda derrotó a Radek Štěpánek por 2-6, 3-5 y retirada del checo. En tercera ronda pudo en tres sets ante el español cabeza de serie número 15 Nicolás Almagro (6-7, 3-6 y 4-6). En cuarta ronda venció al austriaco Jürgen Melzer en un partido igualadísimo (3-6, 7-6, 6-4, 4-6 y 6-4). Se plantó en cuartos de final donde se enfrentó a su compatriota Lukasz Kubot logrando algo histórico para su país al meterse ambos en cuartos. Janowicz no tuvo problemas para vencer a su paisano en sets corridos (5-7 y un doble 4-6), enfrentándose en semifinales al que a la postre sería campeón del torneo y número 2 del mundo Andy Murray (7-6, 4-6, 3-6 y 3-6), cayendo con dignidad y realizando un torneo grandioso que le hizo colocarse en el 17.º puesto del ranking.
Tras su gran Wimbledon, su próxima parada fue el Torneo de Hamburgo, donde partía como cuarto cabeza de serie. En su primer partido de segunda ronda, derrota al holandés Robin Haase en tres sets (6-4, 3-6, 7-6(4), aunque en tercera ronda se tiene que retirar cuando perdía el primer set 5-7 y empataba 4-4 el segundo ante el español Fernando Verdasco debido a una lesión en su brazo derecho.
Ya no reapareció hasta el Masters de Montreal, donde partía como decimoquinto cabeza de serie. Ganó en la primera ronda al francés Julien Benneteau en un partido igualado (6-3, 3-6 y 5-7), en la segunda ronda enfrentó al local Frank Dancevic al que venció en tres sets (6-7, 6-3 y 4-6). En tercera ronda le esperaba el actual número 1 y que a la postre sería el campeón, el español Rafael Nadal, que le ganó por 7-6 y 6-4, en el que era el primer enfrentamiento entre ambos. La semana siguiente disputaría el Masters de Cincinnati donde fue vapuleado en primera ronda ante el wild-card James Blake en sets corridos (6-1, 7-5).
Llegó al último Grand Slam de la temporada, el Abierto de Estados Unidos 2013 con la idea de realizar otro gran torneo, como todos los Grand Slam de este año, y con la intención de mejorar su último resultado de primera ronda en este torneo. Pero a pesar de eso y ser el decimocuarto cabeza de serie, cayó sorprendentemente en primera ronda ante el argentino Máximo González número 247 de la ATP en poco más de hora y media en sets corridos (4-6, 4-6 y 2-6), debido también en parte a unos problemas de espalda. El 12 de septiembre, se retiró de la Copa Davis, mientras su selección, Polonia luchaba por permanecer en el grupo mundial ante Australia, debido a una hernia de disco vertebral, que acusaba desde la gira norteamericana.
No disputa la gira asiática debido a su lesión en la espalda producida en la Copa Davis. Reaparece un mes después en el Torneo de Estocolmo donde parte como tercer cabeza de serie. En segunda ronda vence fácilmente al español Guillermo García-López en sets corridos (6-2 y 6-1) pero cae en tercera ronda ante el letón Ernests Gulbis en tres sets (5-7, 6-4 y 3-6). Después disputó el Open 500 de Valencia ganando en primera ronda al español Pablo Carreño por un ajustado 7-5 y 7-6(7) y en segunda al portugués João Sousa por 6-2 y 7-5, aunque cayó eliminado en tres sets por el primer cabeza de serie, David Ferrer (6-4, 4-6 y 6-0) en el primer enfrentamiento entre ambos después de la final del Masters de París 2012.
En su último torneo, el Masters de París, donde le tocaba defender todos los puntos del año anterior conseguidos tras llegar a la final, venció en segunda ronda a Santiago Giraldo por 7-6(3) y 6-3 en sets corridos aunque cayó en tercera ante el n.º 1 del mundo, el español Rafael Nadal, por parciales de 7-5 y 6-4, con lo que puso fin a una excelente temporada.
Finalmente bajó hasta la posición n.º 21, en la que acabó el año.

#### Torneos disputados
| N.º | Fecha                 | Torneo                        | Categoría | Superficie    | Ind/Out | Ronda |
| 1.  | 7 de enero de 2013    | Auckland                      | ATP 250   | Dura          | Outdoor | R32   |
| 2.  | 14 de enero de 2013   | Abierto de Australia          | GS        | Dura          | Outdoor | R32   |
| 3.  | 11 de febrero de 2013 | Róterdam                      | ATP 500   | Dura          | Outdoor | R32   |
| 4.  | 18 de febrero de 2013 | Marsella                      | ATP 250   | Dura          | Outdoor | CF    |
| 5.  | 7 de marzo de 2013    | Indian Wells                  | M1000     | Dura          | Outdoor | R32   |
| 6.  | 20 de marzo de 2013   | Miami                         | M1000     | Dura          | Outdoor | R64   |
| 7.  | 14 de abril de 2013   | Montecarlo                    | M1000     | Tierra batida | Outdoor | R64   |
| 8.  | 22 de abril de 2013   | Barcelona                     | ATP 500   | Tierra batida | Outdoor | R32   |
| 9.  | 5 de mayo de 2013     | Madrid                        | M1000     | Tierra batida | Outdoor | R32   |
| 10. | 12 de mayo de 2013    | Roma                          | M1000     | Tierra batida | Outdoor | CF    |
| 11. | 27 de mayo de 2013    | Roland Garros                 | GS        | Tierra batida | Outdoor | R32   |
| 12. | 10 de junio de 2013   | Halle                         | ATP 250   | Hierba        | Outdoor | R32   |
| 13. | 24 de junio de 2013   | Wimbledon                     | GS        | Hierba        | Outdoor | SF    |
| 14. | 15 de julio de 2013   | Hamburgo                      | ATP 500   | Tierra batida | Outdoor | R16   |
| 15. | 5 de agosto de 2013   | Montreal                      | M1000     | Dura          | Outdoor | R16   |
| 16. | 11 de agosto de 2013  | Cincinnati                    | M1000     | Dura          | Outdoor | R64   |
| 17. | 26 de agosto de 2013  | Abierto de los Estados Unidos | GS        | Dura          | Outdoor | R132  |
| 18. | 14 de octubre de 2013 | Estocolmo                     | ATP 250   | Dura          | Indoor  | CF    |
| 19. | 21 de octubre de 2013 | Valencia                      | ATP 500   | Dura          | Indoor  | CF    |
| 20. | 28 de octubre de 2013 | París                         | M1000     | Dura          | Indoor  | R16   |

### 2014
Janowicz comienza la temporada ubicado en el puesto n.º 21 del ranking.
Janowicz iba a asociarse con Agnieszka Radwanska en la Copa Hopman 2014, el torneo de equipos mixtos internacional anual disputado en Perth, Australia, pero no pudo hacerlo debido a una lesión en el pie. Fue reemplazado en el sorteo por su compatriota Grzegorz Panfil. Superados ya los problemas, su primer torneo oficial del año fue el de Sídney donde llegaba como el cabeza de serie n.º 4 al título. Pasó directamente la primera ronda, aunque en segunda ronda fue vapuleado por el ucraniano Alexandr Dolgopolov que le endosó un doble 2-6.
Como cabeza de serie n.º 19 y con poca preparación llegaba al primer Grand Slam del año, el Abierto de Australia 2014. En primera ronda logró una gran remontada ante el local Jordan Thompson (n.º 319) al que ganó por parciales de 1-6, 4-6, 6-4, 6-2 y 6-1 en casi cuatro horas. En segunda ronda también sufrió para derrotar al español Pablo Andújar por 4-6, 7-6(3), 7-6(5), 6-3. En tercera ronda, ya no pudo deshacerse del alemán, cabeza de serie n.º 35, Florian Mayer quien le ganó por un contundente 5-7, 2-6, 2-6.
Luego, disputó el Torneo de Montpellier donde acudía como el tercer máximo favorito al título. Pasó sin jugar la primera ronda, gracias a su condición de cabeza de serie. En segunda ronda derrotó al local Adrian Mannarino por 7-6(2) y 6-3. En cuartos de final se deshizo cómodamente del tenista local Édouard Roger-Vasselin por parciales de 6-2 y 6-4. En semifinales cayó ante el primer cabeza de serie, Richard Gasquet tras dos atractivos tie-breaks, que ganó el francés por 7-6(6) y 7-6(4). Tras esto disputó el primer torneo ATP World Tour 500 de la temporada, el Torneo de Róterdam. En primera ronda derrotó al francés Julien Benneteau por 3-6, 6-4 y 6-4. En segunda ronda se deshizo del sexto cabeza de serie y n.º 12 del mundo Tommy Haas por un doble 6-4. En cuartos de final cayó ante el cabeza de serie n.º 3 y n.º 7 del mundo Tomáš Berdych por un apretado 6-7(9), 6-2 y 6-4 en más de dos horas.
Ya no reapareció hasta la disputa de los primeros Masters 1000 del año, a los que llegaba como el 19.º cabeza de serie. El primero de ellos fue el de Indian Wells. Tras pasar sin jugar la primera ronda debido a su condición de cabeza se serie, se vio sorprendido por Alejandro Falla en la segunda ronda, cayendo por 3-6, 6-2, 6-7(5) y desperdiciando una bola de partido. Luego disputó el Masters de Miami. De nuevo cayó en segunda ronda, esta vez siendo vapuleado por el español Roberto Bautista por parciales de 4-6 y 1-6 en menos de una hora de juego. Sufrió sorprendentes derrotas en segunda ronda de la eliminatoria de Copa Davis ante Croacia, perdiendo ante Borna Ćorić (n.º 295) por 6-2, 2-6, 5-7, 7-5, 4-6 y ante Marin Čilić por 6-3, 7-6(5), 4-6, 1-6, 3-6.
Con serias dudas llegaría al comienzo de la tierra batida. Y con dudas continuó ya que cayó en primera ronda del Masters de Montecarlo ante el qualy francés Michaël Llodra por un contundente 4-6 y 2-6. Luego viajó al Torneo Conde de Godó 2014 disputado en Barcelona donde también cayó en primera ronda ante Jürgen Melzer por 4-6, 6-7(1). En el segundo Masters de la tierra batida, el de Madrid cayó por quinta vez consecutiva en primera ronda, esta vez ante Ernests Gulbis por parciales de 7-6(5) 3-6 y 6-2 en un igualado partido. Su mala racha seguiría en Roma donde cayó ante Philipp Kohlschreiber por 6-4, 6-7(6), 2-6. Llegaría con muy malas sensaciones a Roland Garros, aunque mejoraría algo su juego. En primera ronda derrotaría sufriendo al dominicano Víctor Estrella Burgos por 6-1, 6-4, 6-7(6) y 6-4. En segunda ronda derrotó con más fácilidad al finés Jarkko Nieminen por 7-6(4), 7-6(4), 6-4. Se despediría en tercera ronda al caer ante el francés Jo-Wilfried Tsonga por un claro 4-6, 4-6 y 3-6.
Luego comenzaría su gira por hierba, donde defendía muchos puntos, entre ellos los de semis en Wimbledon. Comenzó en Halle y perdiendo ante el francés Pierre-Hugues Herbert por 6-7(5) y 2-6. Después comenzaría su andadura en Wimbledon. Estuvo a punto de ser eliminado en primera ronda, aunque batió con mucho sufrimiento a Somdev Devvarman por 4-6, 6-3, 6-3, 3-6 y 6-3 en un partido en el que hizo 19 dobles faltas. En segunda ronda sufrió aún más ante Lleyton Hewitt por 7-5, 6-4, 6-7(7), 4-6, 6-3, partido en el que hizo 21 aces y 13 dobles faltas. En tercera ronda no lograría ya la heroica y caería ante Tommy Robredo por 2-6, 4-6, 7-6(5), 6-4 y 3-6. Bajaría hasta la posición n.º 51 en el ranking.
Luego realizaría dos torneos en tierra batida. En Bastad cayó en segunda ronda tras retirarse cuando perdía 3-6, 1-1 ante Dušan Lajović. Luego jugó el Torneo de Hamburgo 2014, donde ganó en primera ronda fácil a Albert Ramos, cayendo en segunda también con facilidad ante Alexandr Dolgopolov por 4-6, 1-6.
Comenzaría su gira norteamericana en el Masters de Toronto, donde cayó en primera ronda ante Peter Polansky por 6-7(5) y 4-6. Luego mejoraría su imagen en Cincinnati. Ganó en primera ronda a Teimuraz Gabashvili por doble 6-4 y en segunda ante Grigor Dimitrov por 6-4, 3-6 y 6-3. En tercera ronda caería ante la sorpresa del torneo Julien Benneteau por 5-7, 1-6. Luego lograría una gran actuación en Winston-Salem. En primera ronda vence a Carlos Berlocq por 6-1 6-4; en segunda a Joao Sousa por 6-1, 3-6 y 7-6(5); en tercera ronda a Édouard Roger-Vasselin por 4-6, 6-3, 6-4 y en cuartos a David Goffin por 6-4 y 6-2. En semifinales se impone a Sam Querrey por 4-6, 7-5 y 6-4 para llegar a su segunda final ATP. En la final, disputada ante Lukáš Rosol, cayó por 6-3, 6-7(3)y 5-7, cuando llegó a tener dos bolas de partido en el segundo set con 5-4 y Rosol sacando con 30-40 y ventaja.

#### Torneos disputados
| N.º | Fecha                 | Torneo               | Categoría | Superficie    | Ind/Out | Ronda |
| 1.  | 6 de enero de 2014    | Sídney               | ATP 250   | Dura          | Outdoor | R16   |
| 2.  | 13 de enero de 2014   | Abierto de Australia | GS        | Dura          | Outdoor | R32   |
| 3.  | 3 de febrero de 2014  | Montpellier          | ATP 250   | Dura          | Indoor  | SF    |
| 4.  | 10 de febrero de 2014 | Róterdam             | ATP 500   | Dura          | Outdoor | CF    |
| 5.  | 6 de marzo de 2014    | Indian Wells         | M1000     | Dura          | Outdoor | R64   |
| 6.  | 19 de marzo de 2014   | Miami                | M1000     | Dura          | Outdoor | R64   |
| 7.  | 13 de abril de 2014   | Montecarlo           | M1000     | Tierra batida | Outdoor | R64   |
| 8.  | 21 de abril de 2014   | Barcelona            | ATP 500   | Tierra batida | Outdoor | R64   |
| 9.  | 4 de mayo de 2014     | Madrid               | M1000     | Tierra batida | Outdoor | R64   |

### 2019
Janowicz no juega desde noviembre de 2017 debido a una lesión en la rodilla que ya venía arrastrando desde 2015, concretamente desde un partido de Copa Davis contra Eslovaquia en el que Martin Klizan lo derrotó por 6-3 7-6(4) 6-3. En abril de 2019 los médicos aprobaron su regreso a los entrenamientos . La preparación comenzará en Polonia y Austria, ya que espera regresar a la acción competitiva en junio o julio de este año. Cuando vuelva a jugar en la gira, Janowicz tendrá un ranking protegido del 120 del mundo.

## Estilo de juego

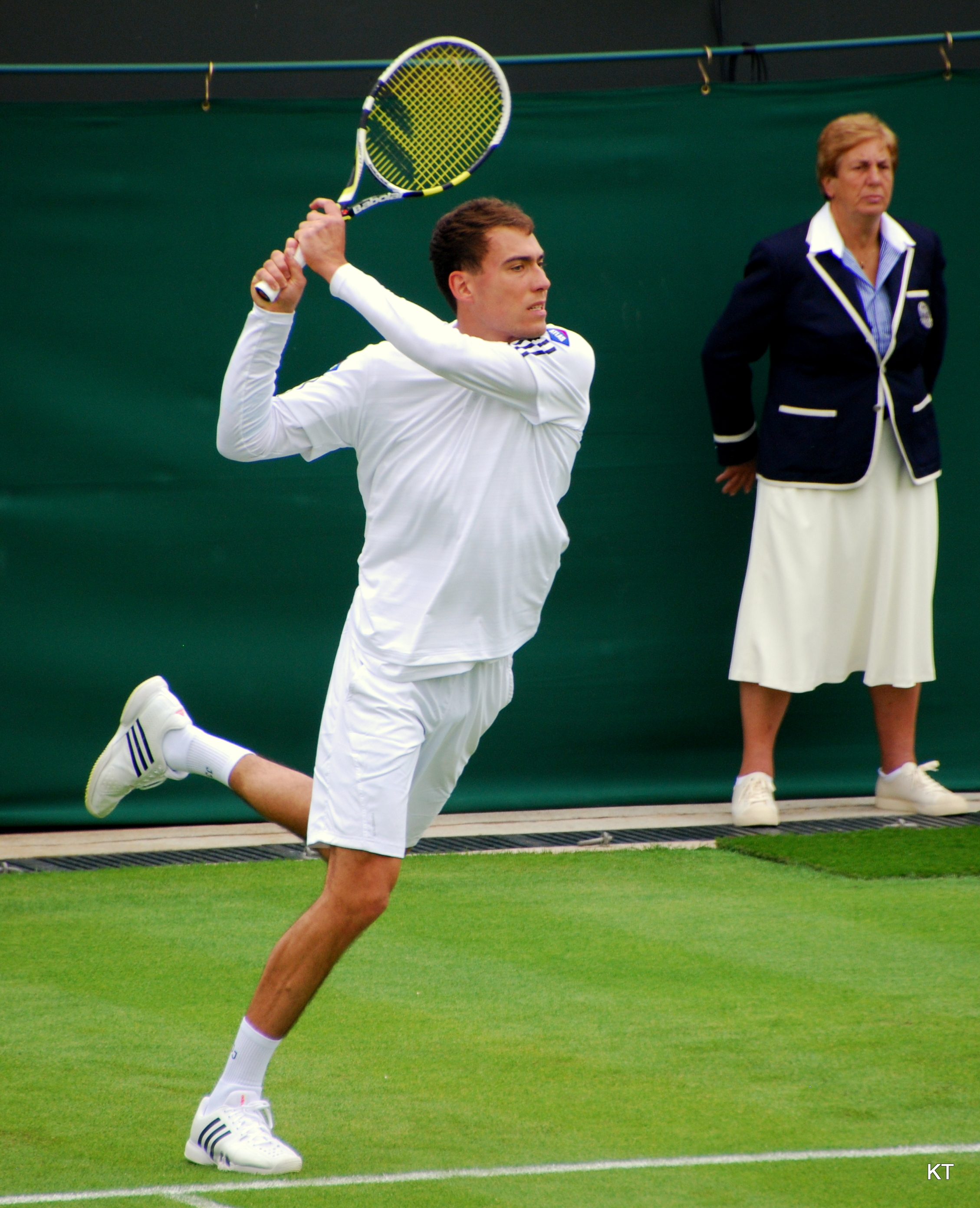
Jerzy Janowicz

El juego de Janowicz se basa en uno de los servicios más rápidos del juego, llegando a un primer servicio en general entre 215 y 230 kilómetros por hora, soliendo golpear el segundo a unos 170 o 180 km/h. Su lanzamiento de la pelota es muy alto, incluso para un hombre que mide 2,03 metros, produciendo una alta trayectoria. Sin embargo, suele cometer muchas dobles faltas. Janowicz también se mueve muy bien teniendo en cuenta su tamaño, y pega poderosos golpes desde el fondo de la cancha, teniendo una excelente dejada. Tiene un gran revés a dos manos, y es conocido por mezclar en el juego numerosos revesés, dejadas y grandes giros.

## Títulos ATP (0; 0+0)

### Individuales (0)
| Leyenda                         |
| Grand Slam (0)                  |
| ATP World Tour Finals (0)       |
| ATP World Tour Masters 1000 (0) |
| ATP World Tour 500 (0)          |
| ATP World Tour 250 (0)          |

#### Finalista en individuales (3)
| N.º | Fecha                  | Torneo        | Superficie | Oponente en la final | Resultado        |
| --- | ---------------------- | ------------- | ---------- | -------------------- | ---------------- |
| 1.  | 4 de noviembre de 2012 | París         | Dura (i)   | David Ferrer         | 4-6, 3-6         |
| 2.  | 23 de agosto de 2014   | Winston-Salem | Dura       | Lukáš Rosol          | 6-3, 6-7(3), 5-7 |
| 3.  | 8 de febrero de 2015   | Montpellier   | Dura (i)   | Richard Gasquet      | 0-3, RET         |

### Dobles (0)
| Leyenda                         |
| Grand Slam (0)                  |
| ATP World Tour Finals (0)       |
| ATP World Tour Masters 1000 (0) |
| ATP World Tour 500 (0)          |
| ATP World Tour 250 (0)          |

#### Finalista en dobles (1)
| N.º | Fecha               | Torneo       | Superficie | Pareja            | Oponente en la final | Resultado        |
| --- | ------------------- | ------------ | ---------- | ----------------- | -------------------- | ---------------- |
| 1.  | 17 de marzo de 2013 | Indian Wells | Dura       | Treat Conrad Huey | Bob Bryan Mike Bryan | 3-6, 6-3, [6-10] |

## Títulos Challenger (8; 6+2)

### Individuales (6)
| N.º | Fecha      | Torneo                 | Superficie    | Oponente en la final        | Resultado           |
| --- | ---------- | ---------------------- | ------------- | --------------------------- | ------------------- |
| 1.  | 12.09.2010 | Saint-Rémy-de-Provence | Dura          | Edouard Roger-Vasselin      | 3-6, 7-6(8), 7-6(6) |
| 2.  | 12.05.2012 | Roma 2                 | Tierra batida | Gilles Müller               | 7-6(3), 6-3         |
| 3.  | 15.07.2012 | Scheveningen           | Tierra batida | Matwé Middelkoop            | 6-2, 6-2            |
| 4.  | 22.07.2012 | Poznan                 | Tierra batida | Jonathan Dasnieres de Veigy | 6-3, 6-3            |
| 5.  | 11.09.2016 | Génova                 | Tierra batida | Nicolás Almagro             | 7-6(5), 6-4         |
| 6.  | 27.02.2017 | Bergamo                | Dura (i)      | Quentin Halys               | 6-4, 6-4            |

#### Finalista en individuales (4)
| N.º | Fecha      | Torneo     | Superficie    | Oponente en la final | Resultado           |
| --- | ---------- | ---------- | ------------- | -------------------- | ------------------- |
| 1.  | 21.11.2010 | Salzburgo  | Dura (i)      | Conor Niland         | 6-7(5), 7-6(2), 3-6 |
| 2.  | 21.07.2011 | Poznan     | Tierra batida | Rui Machado          | 3-6, 3-6            |
| 3.  | 26.02.2012 | Wolfsburgo | Moqueta (i)   | Igor Sijsling        | 6-4, 3-6, 6-7(9)    |
| 4.  | 04.10.2015 | Orleans    | Dura (i)      | Jan-Lennard Struff   | 7-5, 4-6, 3-6       |

### Dobles (2)
| N.º | Fecha      | Torneo | Superficie    | Pareja          | Oponente en la final                  | Resultado        |
| --- | ---------- | ------ | ------------- | --------------- | ------------------------------------- | ---------------- |
| 1.  | 06.05.2012 | Túnez  | Tierra batida | Jürgen Zopp     | Nicholas Monroe Simon Stadler         | 7-6(1), 6-3      |
| 2.  | 07.10.2012 | Mons   | Dura (i)      | Tomasz Bednarek | Michaël Llodra Édouard Roger-Vasselin | 7-5, 4-6, [10-2] |

## Clasificación en torneos del Grand Slam
| Torneos                   | 2009 | 2010 | 2011 | 2012 | 2013 | 2014 | 2015 | 2016 | 2017 | G-P   |
| ------------------------- | ---- | ---- | ---- | ---- | ---- | ---- | ---- | ---- | ---- | ----- |
| Grand Slam                |      |      |      |      |      |      |      |      |      |       |
| Abierto de Australia      | -    | -    | Q2   | -    | 3R   | 3R   | 3R   | 1R   | 1R   | 6-5   |
| Roland Garros             | -    | -    | Q1   | Q3   | 3R   | 3R   | 2R   | -    | 1R   | 5-4   |
| Wimbledon                 | -    | -    | Q3   | 3R   | SF   | 3R   | 1R   | -    |      | 9-4   |
| Abierto de Estados Unidos | Q3   | Q2   | Q1   | 1R   | 1R   | 2R   | 1R   | 1R   |      | 1-5   |
| G-P                       | 0-0  | 0-0  | 0-0  | 2-2  | 9-4  | 7-4  | 3-4  | 0-2  | 0-2  | 21-18 |

## Clasificación en torneos ATP Masters 1000
| Indian Wells                                                                 | -   | 3R  | 2R  | 1R  | -   | -   | 1-3   | 0 |
| Miami                                                                        | -   | 2R  | 2R  | 3R  | -   | -   | 2-3   | 0 |
| Montecarlo                                                                   | -   | 1R  | 1R  | 1R  | -   | -   | 0-3   | 0 |
| Madrid                                                                       | -   | 2R  | 1R  | 1R  | -   | Q1  | 1-3   | 0 |
| Roma                                                                         | -   | CF  | 1R  | 1R  | -   | -   | 3-3   | 0 |
| Canadá                                                                       | -   | 3R  | 1R  | 1R  | -   |     | 2-3   | 0 |
| Cincinnati                                                                   | Q2  | 1R  | 3R  | 3R  | -   |     | 4-3   | 0 |
| Shanghái                                                                     | -   | -   | 2R  | -   | -   |     | 1-1   | 0 |
| París                                                                        | F   | 3R  | 1R  | Q2  | -   |     | 6-3   | 0 |
| Total                                                                        | 5-1 | 8-8 | 3-9 | 4-7 | 0-0 | 0-0 | 20-25 | 0 |
| Leyenda: G:Torneo ganado; F:Finalista; SF:Semifinalista; CF:Cuartos de final |     |     |     |     |     |     |       |   |